# Canciller del sello de la Puridad
El canciller o chanciller del sello de la puridad (o poridad) era un título honorífico de grado de oficial real, entre cuyas funciones más importantes se encontraba la custodia del real sello. 
Solían tratarse de personas de mucha confianza del rey, y se encargaban del sellado de la correspondencia real. El oficio se extinguió en el año 1496, y la custodia del sello pasó a la secretaría de despacho. 